# Гошогавара
Гошогавара (на японски: 五所川原市) е град в Япония, регион Тохоку, префектура Аомори. През 2014 г. градът има 58 523 жители.